# Situl arheologic Durostorum
Situl arheologic Durostorum este un sit arheologic aflat pe teritoriul satului Ostrov, comuna Ostrov. În Repertoriul Arheologic Național, monumentul apare cu codul 62547.01.
Ansamblul este format din trei monumente:
- Necropolă (cod LMI CT-I-m-A-02719.01)
- Canabele castrului Durostorum (cod LMI CT-I-m-A-02719.02)
- Necropolă (cod LMI CT-I-m-A-02719.03)